# Puchar Ministra Obrony Narodowej
Le Puchar Ministra Obrony Narodowej  (en français, Coupe du Ministre de la Défense nationale) est une course cycliste polonaise créé en 1958. Elle fait partie de l'UCI Europe Tour depuis 2005, en catégorie 1.2.
L'édition 2018 est annulée pour des raisons financières.

## Palmarès
| Année | Vainqueur              | Deuxième                 | Troisième                |
| ----- | ---------------------- | ------------------------ | ------------------------ |
| 1958  | Adam Wiśniewski        | Marian Więckowski        | Mieczysław Wilczewski    |
| 1959  | Janusz Paradowski      | Mieczysław Wilczewski    | Jerzy Jankowski          |
| 1960  | Jan Chtiej             | Mieczysław Wilczewski    | Stanisław Królak         |
| 1961  | Franciszek Kosela      | Jan Kudra                | Bogusław Fornalczyk      |
| 1962  | Tadeusz Zadrożny       | Józef Gawliczek          | Stanisław Królak         |
| 1963  | Zygfryd Widera         | Bogdan Błaszczyk         | Ginter Chmura            |
| 1964  | Ryszard Szałapski      | Józef Staroń             | Jerzy Linde              |
| 1965  | Tadeusz Zadrożny       | Jan Ścibiorek            | Stanisław Pawłowski      |
| 1966  | Zygmunt Hanusik        | Wojciech Goszczyński     | Ryszard Szałapski        |
| 1967  | Daniel Gráč            | Marian Forma             | Jan Magiera              |
| 1968  | Stanisław Demel        | Jan Magiera              | Józef Beker              |
| 1969  | Tadeusz Szpak          | Lech Kluj                | Tadeusz Prasek           |
| 1970  | Zygmunt Hanusik        | Pranas Knieža            | Wiesław Jezierski        |
| 1971  | Zenon Czechowski       | Stanisław Szozda         | Zbigniew Bielski         |
| 1972  | Stanisław Szozda       | Jan Smyrak               | Stanisław Labocha        |
| 1973  | Michal Klasa           | Dieter Gonschorek        | Ryszard Szurkowski       |
| 1974  | Vītauts Gaļinauskas    | Stanisław Boniecki       | Milan Puzrla             |
| 1975  | Alexandre Averine      | Miroslav Sýkora          | Stefan Piasecki          |
| 1976  | Tadeusz Mytnik         | Petr Pavlíček            | Tadeusz Zawada           |
| 1977  | Ryszard Szurkowski     | Czesław Lang             | Janusz Kowalski          |
| 1978  | Lechosław Michalak     | Rudolf Hejhal            | Krzysztof Sujka          |
| 1979  | Lechosław Michalak     | Czesław Lang             | Ryszard Szurkowski       |
| 1980  | Ryszard Szurkowski     | Zbigniew Szczepkowski    | Krzysztof Sujka          |
| 1981  | Adam Zagajewski        | Czesław Lang             | Ryszard Szurkowski       |
| 1982  | Zbigniew Szczepkowski  | Adam Zagajewski          | Ramazan Galaletdinov     |
| 1983  | Zbigniew Szczepkowski  | Ryszard Szurkowski       | Adam Zagajewski          |
| 1984  | Lechosław Michalak     | Djamolidine Abdoujaparov | Hardy Gröger             |
| 1985  | Vladimir Poulnikov     | Vladimir Muravskis       | Djamolidine Abdoujaparov |
| 1986  | Uldis Ansons           | Zbigniew Szczepkowski    | Djamolidine Abdoujaparov |
| 1987  | Uldis Ansons           | Lechosław Michalak       | Andreï Tchmil            |
| 1988  | Uldis Ansons           | Jarosław Chojnacki       | Roberts Vinovskis        |
| 1989  | Jarosław Chojnacki     | Sławomir Krawczyk        | Adam Wolański            |
| 1990  | Sławomir Krawczyk      | Jarosław Chojnacki       | Radosław Romanik         |
| 1991  | Zbigniew Ludwiniak     | Jarosław Wsół            | Ľudovít Nazarej          |
| 1995  | Przemysław Mikołajczyk | Jarosław Chojnacki       | Artur Krzeszowiec        |
| 1996  | Mariusz Bilewski       | Sławomir Chrzanowski     | Oleg Ruban               |
| 1997  | Grzegorz Wajs          | Paweł Niedźwiecki        | Krystian Zajdel          |
| 1998  | Przemysław Mikołajczyk | Zbigniew Piątek          | Radosław Romanik         |
| 1999  | Grzegorz Rosoliński    | Radosław Romanik         | Marek Kamiński           |
| 2000  | Hubert Nowak           | Marcin Lewandowski       | Arkadiusz Korycki        |
| 2001  | Kazimierz Stafiej      | Krzysztof Spławski       | Krzysztof Jeżowski       |
| 2002  | Raimondas Vilčinskas   | Wojciech Pawlak          | Bartłomiej Ksobiak       |
| 2003  | Kazimierz Stafiej      | Wojciech Pawlak          | Ján Valach               |
| 2004  | Adam Wadecki           | Grzegorz Żołędziowski    | Marcin Lewandowski       |
| 2005  | Grzegorz Żołędziowski  | Fabio Masotti            | Robert Radosz            |
| 2006  | Marcin Gębka           | Krzysztof Jeżowski       | Dariusz Rudnicki         |
| 2007  | Tarmo Raudsepp         | Kazimierz Stafiej        | Aleksejs Saramotins      |
| 2008  | Bartłomiej Matysiak    | Radosław Romanik         | Tomasz Lisowicz          |
| 2009  | Tomasz Kiendyś         | Kanstantin Klimiankou    | Mateusz Taciak           |
| 2010  | Bartłomiej Matysiak    | Mateusz Taciak           | Adrian Honkisz           |
| 2011  | Tomasz Kiendyś         | Radosław Romanik         | Matej Jurčo              |
| 2012  | Damian Walczak         | Anatoliy Pakhtusov       | Tomasz Smoleń            |
| 2013  | Bartłomiej Matysiak    | Mateusz Komar            | Łukasz Bodnar            |
| 2014  | Konrad Dąbkowski       | Grzegorz Stępniak        | Erik Baška               |
| 2015  | Erik Baška             | Grzegorz Stępniak        | Konrad Dąbkowski         |
| 2016  | Alois Kaňkovský        | Eryk Latoń               | Bartłomiej Matysiak      |
| 2017  | Alois Kaňkovský        | Eryk Latoń               | Sylwester Janiszewski    |
| 2019  | Norman Vahtra          | Siim Kiskonen            | Norbert Banaszek         |
| 2020  | Felix Groß             | Markus Pajur             | Stanisław Aniołkowski    |
| 2021  | Louis Bendixen         | Tord Gudmestad           | Patryk Stosz             |
| 2022  | Jesper Rasch           | Bartłomiej Proć          | Dennis van der Horst     |
| 2023  | Bartosz Rudyk          | Eduard-Michael Grosu     | Dennis van der Horst     |
| 2024  | Konrad Czabok          | Alexander Arnt Hansen    | Rick Ottema              |
| 2025  | Bartłomiej Proć        | Lars Rouffaer            | Radosław Frątczak        |